# Mỹ Đức, Phù Mỹ
Mỹ Đức là một xã thuộc huyện Phù Mỹ, tỉnh Bình Định, Việt Nam.
Xã Mỹ Đức có diện tích 32,36 km², dân số năm 1999 là 7.646 người, mật độ dân số đạt 236 người/km².

## Hành chính
Xã Mỹ Đức được chia thành 7 thôn: An Giang Đông, An Giang Tây, Hòa Tân, Phú Hà, Phú Hòa, Phú Thứ, Tân Phú.